# Петрів Олександр Святославович
Олекса́ндр Святосла́вович Петрів (нар. 5 серпня 1974, Львів) — український спортсмен, олімпійський чемпіон з кульової стрільби на Олімпійських іграх у Пекіні 2008 року.

## Спортивні досягнення
- 2005 Чемпіонат Європи — 2-е місце в командних змаганнях.
- 2007 Чемпіонат Європи — 1-е місце в командних змаганнях.

## Олімпійські ігри 2008 вПекіні
Чемпіон XXIX Олімпійських ігор в Пекіні зі швидкострільного пістолета з 25 метрів.
В грудні 2012 майор Олександр Петрів став чемпіоном світу серед військовослужбовців з кульової стрільби у місті Гуанчжоу (Китайська Народна Республіка). Виборов «золото» Чемпіонату світу у вправі РП-5 (30 пострілів з 25 метрів у круглу мішень та 30 пострілів у силует) з 589 очками.

## 2013
Літом 2013 року в Осієку (Хорватія) на чемпіонаті Європи зі стрільби з малокаліберної зброї в командному турнірі Петрів з Бондаруком Романом та Іваном Бідняком здобули бронзові нагороди

## 2019
У жовтні на 7-х Всесвітніх Іграх серед військовослужбовців в Китаї у стрільбі з великокаліберного пістолета на 25 м разом з Павлом Коростильовим та Юрієм Колесником з результатом 1736 очок стали бронзовими призерами.

## Державні нагороди
- Орден «За заслуги» III ст. (4 вересня 2008) — за досягнення високих спортивних результатів на XXIX літніх Олімпійських іграх в Пекіні (Китайська Народна Республіка), виявлені мужність, самовідданість та волю до перемоги, піднесення міжнародного авторитету України[3]
- Відзнака Президента України — ювілейна медаль «20 років незалежності України» (19 серпня 2011) — за значний особистий внесок у соціально-економічний, науковотехнічний та культурно-освітній розвиток Української держави, вагомі трудові здобутки та багаторічну сумлінну працю[4]